# قائمة قلاع التشيك

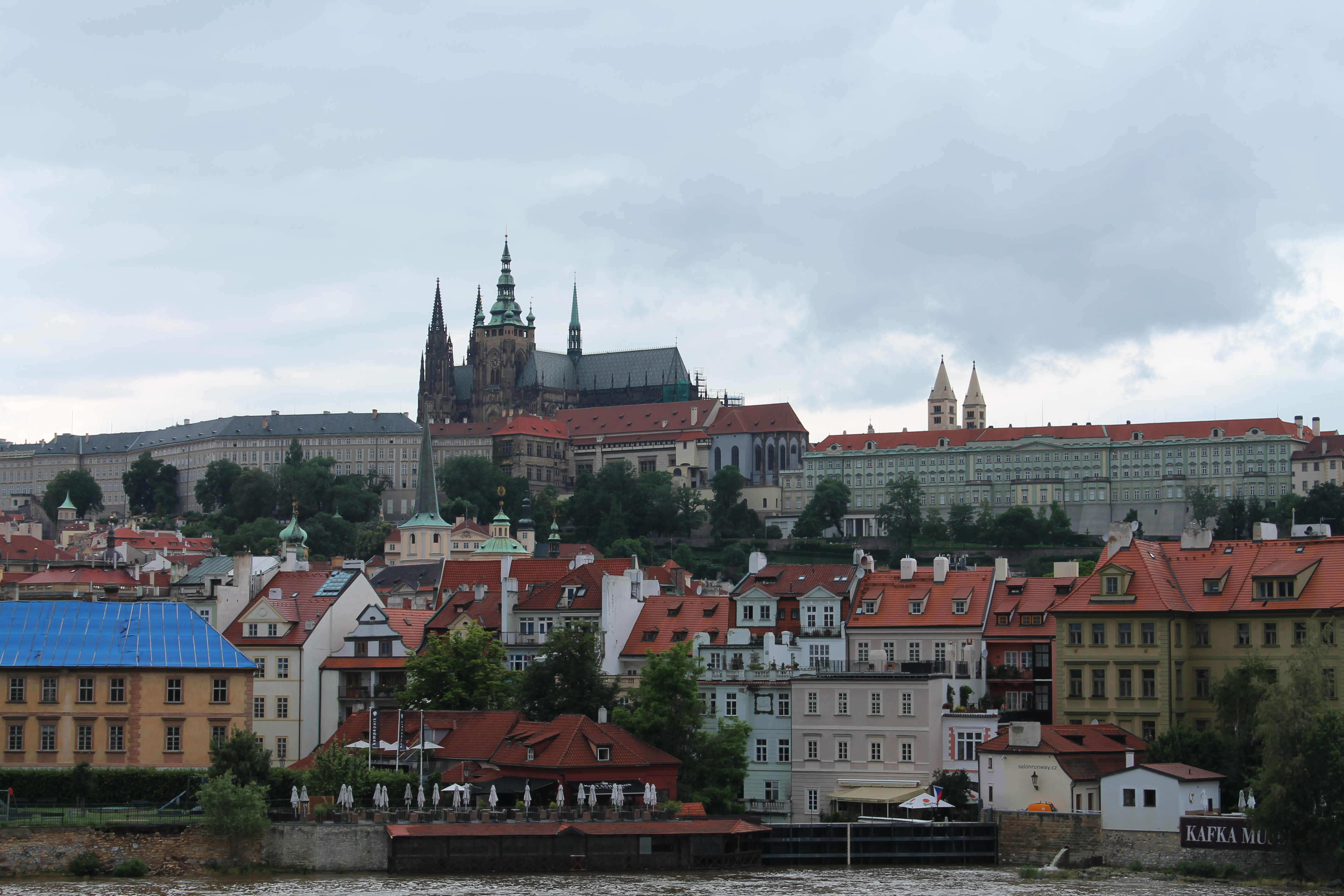
قلعة براغ

القَلْعَة هو حصن منيع يشيَّد في موقع يصعب الوصول إليه، وغالبًا ما يكون على قمة جبل أو مشرفًا على بحر، وقد وجد بعضها مشيداً على أرض منبسطة.

## قائمة قلاع التشيك
تحتوي هذه القائمة على أسماء القلاع في التشيك.
- ستراكونيتسه

- قلعة براغ

- ناخود

- يندريخوف هرادتس